# Kongiganak, Aljaska
Kongiganak, Aljaska (енгл. Kongiganak) насељено је место без административног статуса у америчкој савезној држави Аљаска.

## Демографија
По попису из 2010. године број становника је 439, што је 80 (22,3%) становника више него 2000. године.
| Група             | 2000.    | 2010.    |
| Белци             | 9 (2,5%) | 9 (2,1%) |
| Афроамериканци    | 0 (0,0%) | 0 (0,0%) |
| Азијати           | 0 (0,0%) | 0 (0,0%) |
| Хиспаноамериканци | 6 (1,7%) | 8 (1,8%) |
| Укупно            | 359      | 439      |